# Augustus Keppel (5. hrabia Albemarle)
Augustus Frederick Keppel (ur. 2 czerwca 1794, zm. 15 marca 1851) – brytyjski arystokrata i polityk, syn Williama Keppela, 4. hrabiego Albemarle, i Elizabeth Southwell, córki 20. barona de Clifford.
Był oficerem 1. regimentu Gwardii Pieszej (1st Regiment of Foot Guards) i wraz z nim brał udział w bitwie pod Waterloo. W latach 1820–1826 zasiadał w Izbie Gmin jako reprezentant okręgu Arundel. Po śmierci ojca w 1849 odziedziczył tytuł hrabiego Albemarle. Nie zasiadł w Izbie Lordów, gdyż już wcześniej został uznany za niepoczytalnego.
4 maja 1816 poślubił Frances Steer (zm. 16 maja 1869), córkę Charlesa Steera i Mary Wood. Małżonkowie nie mieli razem dzieci. Po śmierci lorda Albemarle'a w 1851 tytuł hrabiowski odziedziczył jego młodszy brat, George.